# Wicca Phase Springs Eternal
Wicca Phase Springs Eternal, vlastním jménem Adam McIlwee, (* 11. března 1990 Scranton Pensylvánie) je americký zpěvák a rapper. Spolu s rapery jako jsou Lil Peep, Lil Tracy či Horsehead je členem hudebního uskupení GothBoiClique. Roku 2005 byl jedním ze zakládajících členů skupiny Tigers Jaw. V roce 2013 skupinu opustil a po krátké pauze se začal věnovat sólové kariéře jako Wicca Phase Springs Eternal.

## Diskografie
Alba
- FEB13 (2013))
- HELLVERSION (2013)
- Passionate Yet (2014)
- Abercrombie & Me (2015)
- Secret Boy (2016)
- Suffer On (2019)
- Suffer On (Deluxe version) (2021)
- Full Moon Mystery Garden (2022)
- Wicca Phase Springs Eternal (2023)

EP
- Filthy // My Favorite Phase (2013)
- Missing Child (2014)
- Outside Yr Window (2014)
- Shut My Eyes (2015)
- Døves Cry Springs Eternal (2015)
- Stop Torturing Me (2017)
- Raw and Declawed (2017)
- Corinthiax (2018)
- Spider Web (2018)
- This Moment I Miss (2020)
- Surrender (2021)